# Негово Величество Цар Борис Трети – Обединител
„Негово Величество Цар Борис Трети – Обединител“ е български документален филм от 1943 г. Режисьор е Борис Борозанов, сценаристи – Борис Борозанов и Димитър Симидов, оператори – Петър Юрицин, Стоян Христов, Васил Холиолчев и Георги Парлапанов, а музиката е на Васил Спасов.

## Сюжет
Филмът представя животът на цар Борис III и всенародния траур след кончината му на 28 август 1943 г., поклонението в катедралния храм „Свети Александър Невски“ от страна на близки, официални лица, специални пратеници от чужбина и множество обикновени българи. Тленните останки на монарха са транспортирани с влак до Кочериново, а оттам до Рилския манастир, където е извършено погребението.